# Grekisk höstkrokus
Crocus robertianus är en irisväxtart som beskrevs av C.D.Brickell. Crocus robertianus ingår i släktet krokusar, och familjen irisväxter. Inga underarter finns listade i Catalogue of Life.